# El entierro de Santa Lucía
El entierro de Santa Lucía es un cuadro del pintor italiano Caravaggio, de 1608. Fue pintado después de su huida de Malta a Sicilia, y muestra a la santa momentos antes de ser sepultada en una fosa, un tema menos representado en la pintura que otros como el martirio de santa Lucía. Se encuentra en la Basílica de Santa Lucía del Sepulcro (Basilica di Santa Lucia al Sepolcro) en Siracusa (Italia).